# Rosepine (Louisiane)
Rosepine est une ville de la paroisse de Vernon, dans l'État de Louisiane, aux États-Unis,. En 2020, elle compte une population de 1 519 habitants.

## Démographie
Lors du recensement de 2010, la ville comptait une population de 1 692 habitants, tandis qu'en 2020, elle s'élève à 1 519 habitants.